# Ozdobník
Ozdobník či zastarale šmukýř je řemeslník, který vyrábí ozdobné předměty (ozdoby klobouků, brašen, šatů, apod.), především z kůže, papíru apod. Šmukýř někdy vykonával i kloboučnickou práci, vyrobené klobouky a čepice pak zdobil podle přání zákazníků (pomocí zlatých či stříbrných nití, peří, perel, závojů, apod.).
Šmukýř je také české příjmení. Ozdobník je v Národní soustavě povolání také synonymum pro brašnáře.